# Бусино
Бусино — деревня в Кольчугинском районе Владимирской области России, входит в состав Раздольевского сельского поселения.

## География
Деревня расположена в верховьях реки Ворша в 24 км на восток от центра поселения посёлка Раздолье и в 29 км на юго-восток от райцентра города Кольчугино.

## История
В XIX — начале XX века деревня входила в состав Спасской волости Юрьевского уезда, с 1925 года — в составе Калининской волости Юрьев-Польского уезда Иваново-Вознесенской губернии. В 1859 году в деревне числилось 28 дворов, в 1905 году — 39 дворов.
С 1929 года деревня являлась центром Бусинского сельсовета Кольчугинского района, с 1940 года — в составе Снегиревского сельсовета, с 1954 года — в составе Новобусинского сельсовета, с 1983 года — в составе Павловского сельсовета, с 2005 года — в составе Раздольевского сельского поселения.

## Население
| 1859 | 1905 | 2002 | 2010 | 2021 |
| ---- | ---- | ---- | ---- | ---- |
| 205  | ↗222 | ↘0   | →0   | →0   |